# André Disdéri
André Adolphe Eugéne Disdéri (Párizs, 1819. március 28. – Párizs, 1889. október 4.) francia fotográfus.

## Munkássága
1852-ben Párizsba ment és hitelből fényképészeti műtermet nyitott. Jó üzleti érzéke volt, de nem volt a legjobb szakember. Felismerte, hogy az addigi fényképészeti eljárások túl drágák voltak a közember számára, s mérsékelni akarta őket. Egy új társadalmi réteget célzott meg, a „piacbővítést” tűzve ki céljául. A normál névjegykártya méretében kartonlapra kasírozott sokszorosított portréfotókat készített, hogy azokat a névjegykártyák helyett használhassák. Átütő sikert ért el ötlete. A dagerrotípia helyett (amelyről másolat nem készülhetett), a  nedves eljárást használta felvételei elkészítéséhez (nedves eljárás 1851-től létezett csupán).
Disdéri a felvételeket általában 4 lencsés fényképezőgéppel készítette, így egyszerre készített több felvételt ugyanarra a lemezre.
Kisebb méret + több (akár 10) kép egy kollódiumos nedves eljárásos üveglemezen, egyszerre előhívva és másolva (albuminpapírra) = sokszorosíthatóság, olcsóság.
Képmérete: 5,4 X 9.2 cm volt 6.3 X 10.5 cm-es kartonra ragasztva.

Az akkori árak egyötödéért 8 darab vizitkártya-portrét kínált. 1854. november 27-én szabadalmaztatta eljárását, képméretét.

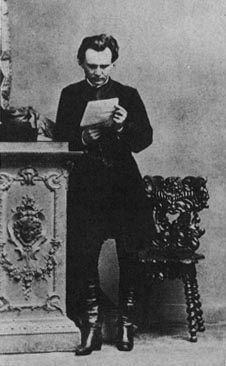
Vizitkártya, Szerdahelyi Kálmán 1865 körül, Disdéri készítette Párizsban

Divatot teremtett vele, még III. Napóleon is megfordult műtermében, majd Disdéri lett az udvari fényképésze. Műtermet nyitott Madridban és Londonban is, sőt még fénynyomó üzemet is létesített.
Megrendeléseit 2 napos határidővel vállalta, ez akkoriban nagyon gyorsnak bizonyult. Sok konkurens fényképész tönkrement általa, még Nadar is aggódott jövőjéért.
Szilágyi Gábor: „Ami mindenki számára elérhető, az egy idő után már senkinek sem vonzó.”
A divathullám 1865 körül már csitult, Disdéri elbukott. Egy nizzai menhelyen halt meg koldusszegényen, félvakon, süketen.
Azonban a vizitkártya-készítés 1865 után Párizstól keletre még virágzott. Így Berlinben, Bécsben és Pesten is sorra nyíltak azok a műtermek, ahol ezt az eljárást használták. Az 1860-as években a nagyobb méretü  (10 X 13.7 cm-es kép 11,2X 16,4 kartonon) Cabinet formátum jött divatba, majd kb. az első világháborúig különféle méretü és nevű formátumok özönét használták.
Megoldásával ütközött egy másik portrékészítési alapállás, mely szerint mindig az egyedit kell keresni a modellben (Nadar, Cameron), a vizitkártya-készítők azonban inkább az általánost ragadták meg, ezért néha jellegtelenek ezek a felvételek. Tárgyak között ábrázolták az embereket egész vagy ⅝-os alakban, s így elvesztek az egyéni vonások, „az alany is tárgy lett.”